# جورج استوارت وایت
جورج استوارت وایت (انگلیسی: George White; ۶ ژوئیهٔ ۱۸۳۵ – ۲۴ ژوئن ۱۹۱۲) فرد نظامی اهل پادشاهی متحد بریتانیای کبیر و ایرلند بود. وی همچنین برندهٔ جوایزی همچون صلیب ویکتوریا شده‌است.